# Leptolejeunea mirikana
Leptolejeunea mirikana là một loài Rêu trong họ Lejeuneaceae. Loài này được M. Dey & D.K. Singh mô tả khoa học đầu tiên năm 2010.